# Горб-ам-Неккар
Горб-ам-Неккар (нім. Horb am Neckar) — місто в Німеччині, знаходиться в землі Баден-Вюртемберг. Підпорядковується адміністративному округу Карлсруе. Входить до складу району Фройденштадт.
Площа — 119,84 км2. Населення становить 25 092 ос. (станом на 31 грудня 2020).